# Tour of Alanya
Il Tour of Alanya (it. Giro di Alanya) è una corsa a tappe di ciclismo su strada che si svolge nella regione di Alanya, in Turchia. Fa parte del circuito UCI Europe Tour classe 2.1.

## Albo d'oro
Aggiornato all'edizione 2011.
| Anno      | Vincitore     | Secondo        | Terzo                  |
| --------- | ------------- | -------------- | ---------------------- |
| 2010      | Nikias Arndt  | Kemal Küçükbay | Georgi Petrov Georgiev |
| 2011      | Gabor Kasa    | Nazim Bakırcı  | Nebojša Jovanović      |
| 2012-2020 | non disputata | non disputata  | non disputata          |